# Didymosphaeriaceae
Didymosphaeriaceae es una familia de hongos en el orden Pleosporales. La familia fue constituida por Anders Munk en 1953. 
Los taxones poseen una distribución amplia, y son sapróbicas en plantas leñosas y herbáceas. Algunas especies son parásitas de otros hongos. La validez de la familia como una unidad taxonómica distinta ha sido puesta en duda en una publicación del 2014 que sugiere que los géneros Appendispora, Phaeodothis, Roussoella, y Verruculina deberían ser mudados a otras familias.
El género tipo Didymosphaeria, fue descripto por Karl Wilhelm Gottlieb Leopold Fuckel en 1870.